# 10-я Кубанская кавалерийская дивизия
10-я Кубанская кавалерийская дивизия — соединение кавалерии РККА, созданное во время Гражданской войны в России 1918—1920 годов. Являлось манёвренным средством в руках фронтового и армейского командования для решения оперативных и тактических задач.

## Командный состав 10-й Кубанской кавалерийской дивизии
- 10-я Кубанская кавалерийская дивизия

### Начальники
- Григорий Иванович Мироненко, врид — с 31 августа 1920 года по 10 октября 1920 года[1]
- Николай Дмитриевич Томин — с 10 октября 1920 года по 15 декабря 1920 года[1]

### Военкомы
- Линномяги О. — с 31 августа 1920 года по 24 сентября 1920 года[1]
- Атрашкевич Михаил Осипович — с 24 сентября 1920 года по 24 октября 1920 года[1]
- Веденяпин Александр Павлович — с 24 октября 1920 года по 15 декабря 1920 года[1]

### Начальник штаба
- Шабанов Николай Андреевич (Никандр Арсеньевич) — с 31 августа 1920 года по 15 декабря 1920 года[1]